# Orthetrum angustiventre
Orthetrum angustiventre là một loài chuồn chuồn ngô thuộc họ Libellulidae. Nó được tìm thấy ở Angola, Bénin, Burkina Faso, Cameroon, Bờ Biển Ngà, Gambia, Ghana, Guinea, Guinea-Bissau, Kenya, Liberia, Mali, Nigeria, Senegal, Sierra Leone, Sudan, Togo, Uganda, Zambia, và có thể Tanzania. Môi trường sống tự nhiên của nó là các khu rừng đất thấp ẩm nhiệt đới và cận nhiệt đới.